# Stardust (film, 1974)
Pour les articles homonymes, voir Stardust.
Pour plus de détails, voir Fiche technique et Distribution.
Stardust est un film britannique réalisé par Michael Apted, sorti en 1974.

## Synopsis
C'est la suite du film That'll Be the Day qui se déroule quelques années plus tard, au milieu des années 1960, et qui raconte l'ascension et la chute d'un chanteur de rock appelé Jim Maclaine et de son groupe, les « Stray Cats ».

## Fiche technique
- Titre : Stardust
- Réalisation : Michael Apted
- Scénario : Ray Connolly
- Images : Anthony B. Richmond
- Production : David Puttnam, Gavrik Losey (en), Sanford Lieberson (en) et Roy Baird (en)
- Pays d'origine : Royaume-Uni
- Format : Couleur (Technicolor)
- Genre : Drame
- Durée : 111 minutes
- Date de sortie : 1974

## Distribution
- David Essex : Jim MacLaine
- Adam Faith : Mike
- Larry Hagman : Porter Lee Austin
- Ines Des Longchamps : Danielle
- Rosalind Ayres : Jeanette
- Marty Wilde : Colin Day
- Edd Byrnes : l'intervieweur tv
- Keith Moon : J. D. Clover
- Dave Edmunds : Alex
- Paul Nicholas (en) : Johnny

## Album du film
The Stray Cats est un groupe fictif composé, entre autres, de David Essex et de Dave Edmunds. Ce dernier deviendra le gérant du véritable groupe Stray Cats en 1980.
Disque 1
- Happy Birthday Sweet 16 - Neil Sedaka (Howard Greenfield, Neil Sedaka)
- Oh No Not My Baby - Maxine Brown (Goffin et King)
- Take Good Care Of My Baby - Bobby Vee (Goffin And King)
- She's Not There - The Zombies (Rod Argent)
- Dream Lover - Bobby Darin (Bobby Darin)
- Do You Want to Know a Secret - Billy J. Kramer & The Dakotas (Lennon-McCartney)
- Da Doo Ron Ron - Dave Edmunds & The Electricians (Ellie Greenwich, Jeff Barry, Phil Spector)
- I Get Around - The Beach Boys (Brian Wilson)
- Up On The Roof - The Drifters (Goffin And King)
- One Fine Day - The Chiffons (Goffin And King)
- The Loco-Motion - Little Eva (Goffin And King)
- Need A Shot Of Rhythm & Blues - The Stray Cats (Terry Thompson)
- Make Me Good - The Stray Cats (Peter Anders)
- You Kept Me Waiting - David Essex (Paul Naumann)
- Let It Be Me - The Stray Cats (Gilbert Bécaud, Mann Curtis, Pierre Delanoe)
- Some Other Guy - The Stray Cats (Elmo Glick, Richard Barrett)
- Take It Away - David Essex (Gary Osborne, P. Vigrasse)
- C'mon Little Dixie - The Stray Cats (Barry Goldberg, Gerry Goffin)
- Americana Stray Cat Blues - David Essex (Traditionnel)
- Dea Sancta - David Essex Arrangements de J.Forsyth (G.Gounaud)
- Stardust - David Essex (David Essex)

Disque 2
- You've Got Your Troubles - The Fortunes (Roger Cook, Roger Greenaway)
- It Might As Well Rain Until September - Carole King (Goffin And King)
- Don't Let The Sun Catch You Cryin' - Gerry & The Pacemakers (Fred Marsden, Gerry Marsden, Les Chadwick, Leslie Maguire)
- Surf City - Jan & Dean (Brian Wilson, Jan Berry)
- Matthew & Son - Cat Stevens (Cat Stevens)
- Make Me Your Baby - Barbara Lewis (Helen Miller, Roger Atkins)
- Will You Love Me Tomorrow - Shirelles (Goffin And King)
- The Letter - The Box Tops (Wayne Carson Thompson)
- Monday, Monday - The Mamas and the Papas (John Phillips)
- Summer In The City - The Lovin' Spoonful (John Sebastian, Steve Boone)
- I'm a Believer - The Monkees (Neil Diamond)
- The House of the Rising Sun - The Animals Arrangements par Alan Price (Traditionnel)
- Carrie Anne - The Hollies (Allan Clarke, Graham Nash, Tony Hicks)
- I've Gotta Get a Message to You - The Bee Gees (Robin Gibb, Barry Gibb & Maurice Gibb)
- You've Lost That Lovin' Feelin' - The Righteous Brothers (Barry Mann, Cynthia Weil, Phil Spector)
- Eve Of Destruction - Barry McGuire (P.F. Sloan)
- White Rabbit - Jefferson Airplane (Grace Slick)
- (You Make Me Feel Like) A Natural Woman - Aretha Franklin (Carole King, Gerry Goffin, Jerry Wexler)
- When Will I Be Loved - The Stray Cats (Phil Everly)[1]

## Autour du film
- À noter au générique de ce film, entre autres, le nom de Larry Hagman, connu pour son rôle de J.R. dans le feuilleton Dallas et celui de Keith Moon, membre du groupe les Who.